# Nothoscordum curvipes
Nothoscordum curvipes är en amaryllisväxtart som beskrevs av Pierfelice Ravenna. Nothoscordum curvipes ingår i släktet vaniljlökar, och familjen amaryllisväxter. Inga underarter finns listade i Catalogue of Life.